# 司马顺
司马顺，字子思。司马通次子，司马陵之弟，司马斌之兄。
曹魏年间，封习阳亭侯。后司马顺堂侄司马炎迫使曹魏皇帝曹奂禅让，建立晋朝，司马顺叹道：“这不是唐尧、虞舜的做派，却假借禅让的名声！”还为此悲伤哭泣。因此虽然他的兄弟都被封王，他却不得封王，被废黜，流放武威郡姑臧县，但至死不改其志，家族世居住于姑臧，自称武威郡司马氏。

## 评价
- 《晋书》：「习阳凭庆枝叶，守约怀逸，栖情尘外，希踪物表，顾匹夫之独善，贵达节之弘规，言出身播，犹为幸也。」「顺不恤忌，流播遐方。」

## 延伸阅读
[在维基数据编辑]
 《晉書·卷037》，出自房玄齡《晉書》